# Episodi di Paradise Police (terza stagione)
La terza stagione della serie animata Paradise Police, composta da 12 episodi, è stata interamente pubblicata da Netflix il 12 marzo 2021, in tutti i territori in cui il servizio è disponibile.
| n° | Titolo originale              | Titolo italiano                   | Pubblicazione USA | Pubblicazione Italia |
| -- | ----------------------------- | --------------------------------- | ----------------- | -------------------- |
| 1  | Fallout                       | Ricaduta                          | 12 marzo 2021     | 12 marzo 2021        |
| 2  | Top Cops                      | I migliori poliziotti             | 12 marzo 2021     | 12 marzo 2021        |
| 3  | Ice Ice Babies                | A qualcuno piace freddo           | 12 marzo 2021     | 12 marzo 2021        |
| 4  | Trigger Warning               | Un problema esplosivo             | 12 marzo 2021     | 12 marzo 2021        |
| 5  | Showdown at the O-bese Corral | Grasso è bello                    | 12 marzo 2021     | 12 marzo 2021        |
| 6  | How The Cookie Crumbles       | Cookie chi?                       | 12 marzo 2021     | 12 marzo 2021        |
| 7  | Blind Drunk                   | Cecità etilica                    | 12 marzo 2021     | 12 marzo 2021        |
| 8  | Blimp City                    | La città dei dirigibili           | 12 marzo 2021     | 12 marzo 2021        |
| 9  | The World According to LARP   | Fate il vostro gioco (di ruolo)   | 12 marzo 2021     | 12 marzo 2021        |
| 10 | Fetal Attraction              | Attrazione fetale                 | 12 marzo 2021     | 12 marzo 2021        |
| 11 | What Happens in Twatemala     | Quello che succede in Vagimala... | 12 marzo 2021     | 12 marzo 2021        |
| 12 | PARAD-ISIS                    | PARAD-ISIS                        | 12 marzo 2021     | 12 marzo 2021        |